# 西都市立妻中学校
西都市立妻中学校（さいとしりつ つまちゅうがっこう）は、宮崎県西都市大字右松にある公立中学校。通称は「妻中」（つまちゅう）。
2026年（令和8年）3月末をもって閉校し、西都市内中学校5校（妻・穂北・都於郡・三納・三財）の統合により、同年4月、妻地区に西都市立西都中学校が新設される予定である。

## 概要
歴史
1947年（昭和22年）の学制改革により、新制中学校として発足。現校名となったのは1958年（昭和33年）。2022年（令和4年）に創立75周年を迎えた。前述のように、西都市内の中学校5校の統合により、2026年（令和8年）3月末をもって閉校し、79年の歴史に幕を閉じる予定である。
校訓
「真実を求め、真実を語り、真実を行う」
校章
桜の花弁と左右に広がる翼を組み合わせたものを背景にして、中央に「中」の文字を配している。
校歌
1951年（昭和26年）に制定。作詞は中村正雄、作曲は園山民平による。歌詞は3番まであり、各番の歌詞中に校名の略称である「妻中」が登場する。
通学区域
- 西都市立妻北小学校区
- 西都市立妻南小学校区
- 西都市立茶臼原小学校区（一部（光・春日・新開・柳迫））[3]

## 沿革
- 1947年（昭和22年）- 学制改革が行われる（六・三制の実施）。
  - 4月30日 - 妻国民学校高等科および妻青年学校普通科の統合により、新制中学校の設立が認可される。
  - 5月8日 - 新制中学校「妻町立妻中学校」が開校。妻町立妻小学校[4]において開校式を挙行。
- 1949年（昭和24年）4月 - 中学校用新校舎が、この時分離新設された妻町立第二小学校に使用されることになったため、妻小学校校舎に移転。妻小学校[4]と教室を分割して使用。
- 1951年（昭和26年）9月18日 - 校歌を制定。
- 1952年（昭和27年）4月 - 妻町立妻小学校[4]の廃止により、校舎が全て中学校に移管され、完全独立校舎となる。
- 1955年（昭和30年）4月1日 - 西都町の発足（妻町と上穂北村の合併）に伴い、「西都町立妻中学校」に改称。
- 1958年（昭和33年）11月1日 - 市制施行に伴い、「西都市立妻中学校」（現校名）に改称。
- 1965年（昭和40年）5月 - プールが完成。
- 1986年（昭和61年）4月 - 学校給食を開始。
- 1992年（平成4年）2月 - 教育用コンピュータを設置。
- 1995年（平成7年）
  - 2月 - 第1回立志式を挙行。
  - 11月 - 体育館が完成。
- 1997年（平成9年）11月16日 - 創立50周年記念式典を挙行。
- 2009年（平成21年）12月 - 校舎の改修工事を開始。
- 2010年（平成22年）12月 - 第一校舎（南校舎改修）が完成。
- 2011年（平成23年）3月 - 第二校舎（北校舎改修）が完成。
- 2015年（平成27年）
  - 8月 - 体育館天井取り外し工事を開始。
  - 11月 - 体育館天井取り外し工事が終了。
- 2026年（令和8年）3月31日 - 西都市立西都中学校への統合により、閉校（予定）[2]。

## 部活動
運動部
- 野球部
- サッカー部
- バレーボール部(男・女)
- バスケットボール部（男・女）
- ソフトテニス部（男・女）
- 卓球部（男・女）
- 陸上競技部
- 水泳クラブ
- 弓道部
- 柔道部
- 剣道部
- バドミントン部（男・女）
- 空手クラブ（同好会）

文化部
- 吹奏楽部
- 美術部
- ロボコンクラブ

## 著名な関係者
教職員
- 弥勒祐徳（画家） - 元美術教師

有名人
- GILLE（歌手）
- オカリナ（おかずクラブ、タレント）
- 森和風（書作家 ）

## 交通
最寄りのバス停留所
- 宮崎交通バス 「御舟通り」・「市民体育館前」・「図書館前」停留所

最寄りの幹線道路
- 宮崎県道24号高鍋高岡線

## 周辺
西都市の中心部に位置しており、周辺には公共施設が集中している。
- 西都市役所
- 西都市民体育館（中学校の体育館とは別である）
- 西都市民武道館
- 西都市立図書館
- 西都市歴史民俗資料館
- 勤労青少年ホーム
- 西都児湯医療センター

## 参考資料
- 「西都市史. 通史編 下巻」（2016年（平成28年）3月, 西都市）